# Epona

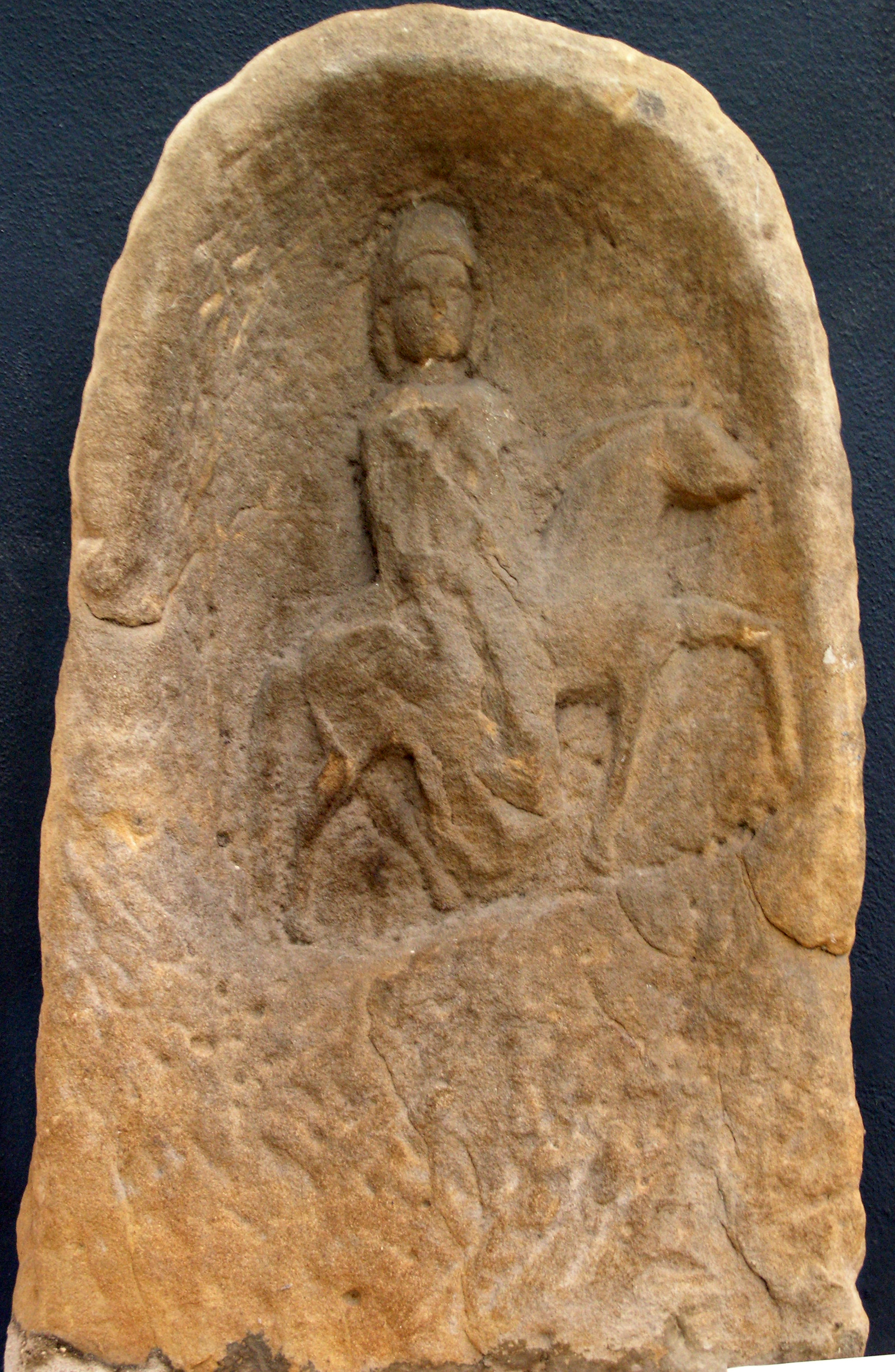
Estela del

Epona (Ἵππωνα) és la deessa celta dels cavalls, de la fertilitat i de la natura, associada amb l'aigua, la curació i la mort indistintament, equivalent a Cibeles. El seu nom deriva de la paraula cèltica Epos (ἵππος), que significa cavall.
És originària de la mitologia celta, i a Irlanda se la coneix com a Edain. La seva equivalent en la mitologia gal·lesa és Rhiannon, esposa de Pwyll, la qual estava obligada a portar les visites del seu marit fins a l'interior del palau com si fos una euga.
Se l'associa a la mort per l'antiga creença segons la qual els cavalls eren els guies de les ànimes fins a l'altre món. De vegades, també a causa d'aquesta associació, se la representa com una clau o un mapa que serveix guiar els morts en el seu camí fins al cel.
Sovint se la representa asseguda sobre un cavall, de peu enmig d'una manada de cavalls o alimentant els poltres, i en la Gal·lia com una nimfa aquàtica. Acostumava a anar vestida amb robes llargues, i es cobria amb un mant o una diadema el cap, encara que de vegades anava despullada. Els seus atributs principals són la "pátera" (bol de poca fondària que s'utilitzava en els sacrificis), cistells de fuita o blat de moro i la Cornucòpia o banya de l'abundància entre les mans.
Imatges d'aquesta deïtat es trobaven sovint als estables romans. Mitològicament era la filla de Fulvius Stellus (Juvenal 8.157; Plutarc Parall. Gr. et Rom. p. 312)